# チャック・ヘイズ
チャールズ・エドワード・ヘイズ・ジュニア (Charles Edward Hayes, Jr.、1983年6月11日 - )は、アメリカ合衆国カリフォルニア州サンレアンドロ出身の元バスケットボール選手。NBAのヒューストン・ロケッツなどで活躍した。2016年からデンバー・ナゲッツのアシスタントコーチを務め、現在はロケッツのスカウトを務めている。

## 来歴

### 選手時代
カリフォルニア州の"ミスター・バスケットボール"だったヘイズは、大学は名門のケンタッキー大学に進学し、4年間プレーしたが、2005年のNBAドラフトでは、どのチームからも指名されなかった。ヘイズは大学卒業後はDリーグでプレーしていたが、2006年1月にヒューストン・ロケッツから10日間契約のオファーを受け、念願のNBA入り。当時ロケッツには姚明、ディケンベ・ムトンボというビッグセンターがいたが、姚明は怪我がち、ムトンボは高齢だったこともあり、ヘイズにも多くの出番が与えられた。ヘイズは出場機会を増やしていき、2009-10シーズンはヤオが左足の疲労骨折で全休したために、全82試合スタメン出場を果たした。
2011年12月、FAになっていたヘイズは、サクラメント・キングスと4年契約を交わした。
2013年11月、グレイヴィス・ヴァスケス、パトリック・パターソン、ジョン・サーモンズとともに、ルディ・ゲイ、クインシー・エイシー、アーロン・グレイとの大型トレードでトロント・ラプターズに移籍した。
2015年8月31日、ロサンゼルス・クリッパーズと1年契約を結ぶも、シーズン開幕前に解雇された。その後11月1日に、古巣のヒューストン・ロケッツと契約したものの、8日に再び解雇された。

### 引退後
2016年9月9日、現役生活に区切りを付け、デンバー・ナゲッツのフロント陣に加わることが発表された。
2017年9月3日、古巣ロケッツのスカウトに就任した。

## プレースタイル
公称198cmの異色のセンターとして知られている。上背がない代わりに横幅があり、相手にポストアップを仕掛けられても押し負けないだけの力強さを持っている。フットワークにも優れており、リバウンドの能力も高い。オフェンスに関しては、選択肢が少なく、フリースロー成功率も低いため、あまり期待できないのが難点の選手として知られている。